# 모스펠스바이르

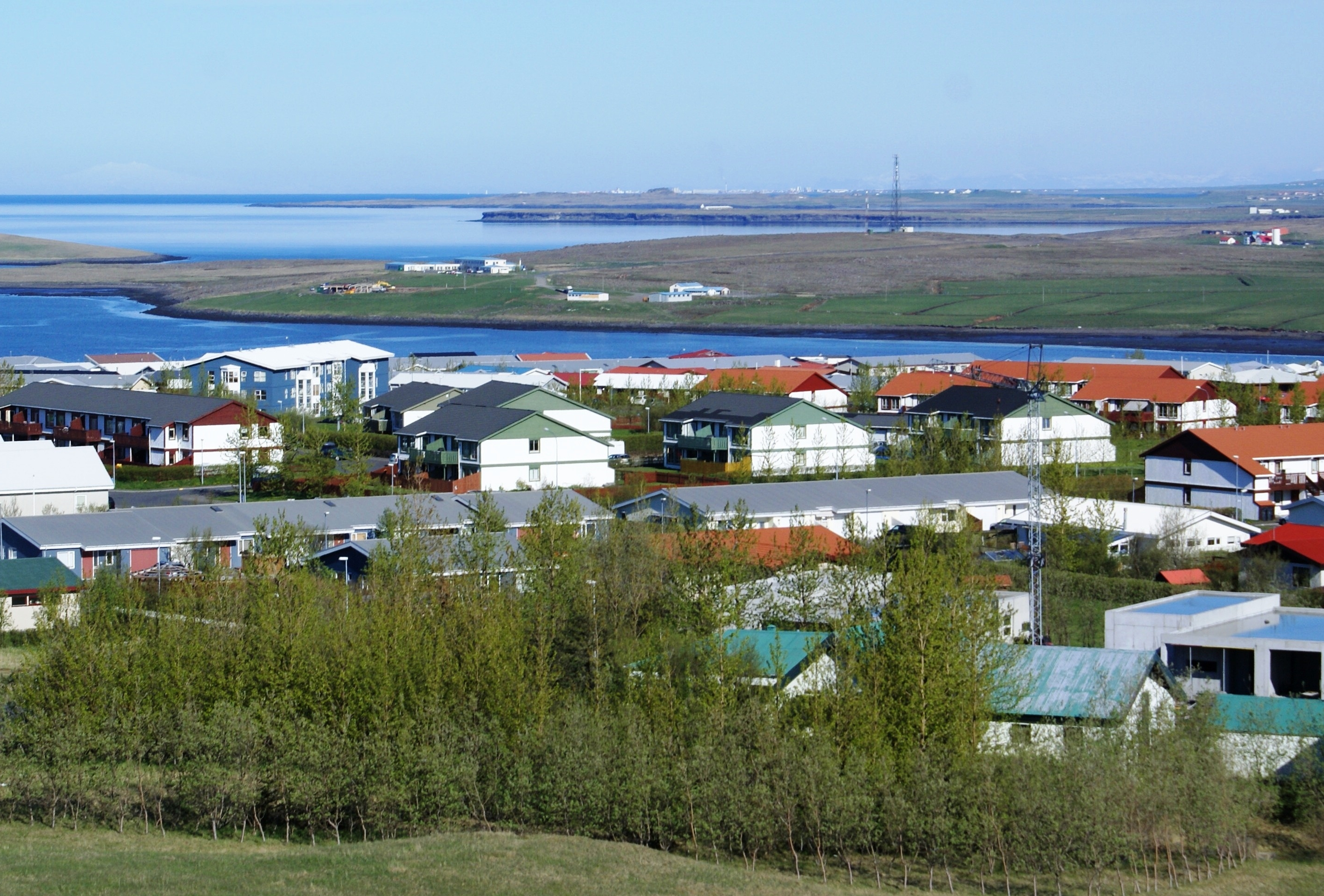
모스펠스바이르

모스펠스바이르(아이슬란드어: Mosfellsbær)는 아이슬란드 회뷔드보르가르스바이디에 위치한 도시로 면적은 185km2, 인구는 9,075명, 인구 밀도는 49.05명/km2이다.
아이슬란드의 수도인 레이캬비크에서 동쪽으로 약 12km 정도 떨어진 곳에 위치한다. 사람의 손이 닿지 않은 자연 풍경을 띠고 있기 때문에 여가 활동, 야외 활동을 즐기려는 관광객들이 몰린다.

시 문장

## 자매 도시
- 핀란드 로이마
- 스웨덴 우데발라
- 덴마크 티스테드
- 노르웨이 시엔